# Kenny Thomas
Pour le chanteur, voir Kenny Thomas (chanteur).
Pour les articles homonymes, voir Thomas.
Kenneth Cornelius « Kenny » Thomas, né le 25 juillet 1977 à Atlanta (Géorgie), aux États-Unis, est un joueur américain de basket-ball. Il évolue au poste d'ailier fort.